# Пауліна Вюртемберзька (1877—1965)
Паулі́на О́льга Єле́на Е́мма Вюртембе́рзька (нім. Pauline Olga Helene Emma von Württemberg; 19 грудня 1877 — 7 травня 1965) — вюртемберзька принцеса з Вюртемберзького дому, донька короля Вюртембергу Вільгельма II та принцеси Марії Вальдек-Пірмонтської, дружина князя Відського Фрідріха. Член НСРПН від 1933 року.

## Біографія
Пауліна народилася 19 грудня 1877 року у Штутгарті первістком у родині кронпринца Вюртембергу Вільгельма та його першої дружини Марії Вальдек-Пірмонтської, з'явившись на світ за 10 місяців після їхнього весілля. Молодший брат дівчинки, Ульріх, прожив лише кілька місяців. При третіх пологах матір померла. Пауліні на той час було 4 роки. Батько у 1886 році одружився вдруге, а у 1891-му — став королем Вюртембергу.
Пауліна у віці 20 років взяла шлюб із 26-річним спадкоємним принцом цу Від Фрідріхом. Королева Емма журилася з цього приводу, оскільки її небога уклала союз із підданим Пруссії, до того ж нижчим від неї по рангу. Вінчання відбулося 29 жовтня 1898 у Штутгарті. Після весілля молодята мешкали у Потсдамі. У шлюбі народила двох синів. У 1902 році сімейство переїхало до Берліна, а за п'ять років — перебралося до Нойвіда, оскільки Фрідріх успадкував титул князя цу Від.
Протягом багатьох років Пауліна очолювала Червоний Хрест Німеччини в кількох регіонах.
У 1933 році вступила до лав НСРПН, але ніколи не займала посад у партії.
Її чоловік помер у червні 1945. Після його смерті княгиня-вдова повернулася до Вюртембергу.
Після Другої світової війни Пауліна допомагала переховуватися одному з керманичів СС Августу Гайсмаєру та його дружині —лідеру Націонал-соціалістичної жіночої організації — Гертруді Шольц-Клінк.
Два останні десятиліття життя пристрасно захоплювалася конярством. Померла 7 травня 1965 у Людвігсбурзі. Похована на вигоні Людвігсбурга.

## Родина
Чоловік — Фрідріх Відський, князь Вюртемберзький
Діти:
- Герман (1899—1941) — спадкоємний принц цу Від, був одруженим із графинею цу Штольберг-Вернігероде Марією Антонією, мав двох синів та доньку
- Дітріх Вільгельм (1901—1976) — принц цу Від, був одруженим із графинею Юлією Гроте, мав чотирьох синів.

## Нагороди
- Орден Терези (Баварське королівство);
- Орден Вюртемберзької корони (Вюртемберзьке королівство);
- Орден Фрідріха (Вюртемберзьке королівство);
- Орден Зіркового хреста (Австро-Угорщина);
- Орден Луїзи (Прусське королівство).